# Helle Løvgreen Mølvig
Helle Nøhrmann Løvgreen Mølvig (født 29. november 1963 og opvokset i Frederikssund) er en dansk politiker for Radikale Venstre. Hun indtrådte i Folketinget den 1. august 2014 efter Christian Friis Bach nedlagde sit mandat til fordel for en toppost som leder af FN's økonomiske kommission for Europa (UNECE), og sad der indtil folketingsvalget 18. juni 2015 hvor hun ikke blev genvalgt.

## Baggrund
Helle Løvgreen Mølvig har været sit partis spidskandidat til byrådet i Frederikssund og har siddet i Radikale Venstres Hovedbestyrelse.
Hun er uddannet filmproducer fra den Danske Filmskole i 1997 og har en diplomuddannelse som lægemiddelkonsulent fra 2012.
Hun bor i Frederikssund sammen med sin mand og to adoptivdøtre.